# Frontman
Frontman (tudi front man) je izraz za predstavnika glasbene skupine, ki izvaja (poje) večino skladb in tudi drugače »pooseblja« skupino.
Izraz je nastal po tipični postavitvi glasbene skupine, kjer pevec po navadi stoji povsem v ospredju, na sredini odra (angleško front pomeni ospredje). Navadno frontmani podajajo večino uradnih izjav skupine in jo tudi drugače promovirajo. Neredko se zgodi, da frontmani uspešnih glasbenih skupin po razpadu le-teh nadaljujejo samostojno glasbeno kariero. Tipični primer frontmana je Bono Vox, frontman skupine U2.